# JAPAN EXPO
JAPAN EXPO（ジャパン エキスポ）とは旧・通商産業省による特定地方博覧会制度による地方博覧会のことである。計12回に亘り開催された。

## 第1回
- 博覧会：ジャパンエキスポ富山
- 開催時：1992年7月10日 - 9月27日
- 開催地：太閤山ランド（富山県小杉町）
- 入場者：合計237万人

## 第2回
- 博覧会：三陸・海の博覧会
- 開催時：1992年7月4日 - 9月15日
- 開催地：岩手県釜石市・宮古市・山田町
- 入場者：合計201万人

## 第3回
- 博覧会：信州博覧会
- 開催時：1993年7月17日 - 9月26日
- 開催地：松本平広域公園（長野県松本市）
- 入場者：合計240万人

## 第4回
- 博覧会：JAPAN EXPO 世界リゾート博
- 開催時：1994年7月16日 - 9月25日
- 開催地：和歌山マリーナシティ（和歌山県和歌山市）
- 入場者：合計294万人

## 第5回
- 博覧会：世界祝祭博覧会
- 開催時：1994年7月22日 - 11月6日
- 開催地：三重県伊勢市
- 入場者：合計351万人

## 第6回
- 博覧会：世界・焱の博覧会
- 開催時：1996年7月19日 - 10月13日
- 開催地：佐賀県有田町
- 入場者：合計255万人

## 第7回
- 博覧会：山陰・夢みなと博覧会
- 開催時：1997年7月12日 - 9月28日
- 開催地：夢みなとタワー公園（鳥取県境港市）
- 入場者：合計193万人

## 第8回
- 博覧会：国際ゆめ交流博覧会
- 開催時：1997年7月19日 - 9月29日
- 開催地：宮城県仙台市
- 入場者：合計106万人

## 第9回
- 博覧会：JAPAN EXPO 南紀熊野体験博
- 開催時：1999年4月29日 - 9月19日
- 開催地：田辺新庄シンボルパーク（和歌山県田辺市）、那智勝浦シンボルパーク（和歌山県那智勝浦町）
- 入場者：合計310万人

## 第10回
- 博覧会：北九州博覧祭2001
- 開催時：2001年7月4日 - 11月4日
- 開催地：スペースワールド駅前（福岡県北九州市）
- 入場者：合計216万人

## 第11回
- 博覧会：うつくしま未来博
- 開催時：2001年7月7日 - 9月30日
- 開催地：須賀川テクニカルリサーチガーデン（福島県須賀川市）
- 入場者：合計166万人

## 第12回
- 博覧会：21世紀未来博覧会
- 開催時：2001年7月14日 - 9月30日
- 開催地：きらら浜（山口県阿知須町）
- 入場者：合計251万人